# Litchfield, Illinois
Litchfield är en stad (city) i Montgomery County, i delstaten Illinois, USA. Enligt United States Census Bureau har staden en folkmängd på 6 877 invånare (2011) och en landarea på 16,7 km².